# Giovanni Angelo Criscuolo
Giovanni Angelo Criscuolo, o Gian Angelo Crisculo (Cosenza, 1500 – 1573) è stato un pittore italiano, attivo prevalentemente a Napoli.

## Biografia
Era il fratello minore di Giovanni Filippo Criscuolo. Nonostante dimostrasse una precoce inclinazione per l'arte, il padre non gli permise di farne la sua professione, ma lo obbligò a seguire l'attività di notaio. Alla morte del padre, la reputazione acquisita dal fratello lo indusse ad abbandonare la sua occupazione e a mettersi sotto la guida di Marco di Pino da Siena, grazie alla cui istruzione divenne un artista rispettabile. 
Bernardo De Dominici descrive molte sue opere nelle chiese di Napoli, tra cui una pala d'altare nella chiesa di Santo Stefano, raffigurante il 'Martirio di Santo Stefano'; al Monte Calvario, quadro della 'Vergine col Bambino e San Girolamo', datato 1572; nei Santi Severino e Sossio, un'«Annunciazione»; e in San Giacomo degli Spagnoli, una 'Assunzione della Vergine'. Scrisse una Storia degli artisti napoletani fino al 1569. 
Non si conosce la data esatta della sua morte; alcuni dicono intorno al 1580.